# Селезень, Дмитрий Григорьевич
Дмитрий Григорьевич Селезень (род. 17 июня 1977) — украинский самбист и дзюдоист, бронзовый призёр чемпионатов Европы по самбо 2003 и 2004 годов, серебряный (2001) и бронзовый (2002, 2004) призёр чемпионатов мира по самбо, призёр соревнований по дзюдо летней Универсиады 2001 года в Пекине, победитель и призёр международных соревнований по дзюдо, мастер спорта Украины международного класса по дзюдо, Заслуженный мастер спорта Украины по самбо. По самбо выступал в тяжёлой весовой категории (свыше 100 кг).
Выпускник Харьковской национальной академии физической культуры (2000) и Харьковского национального университета внутренних дел (2005). С 2005 года начальник службы безопасности компании «Агротрейд». С 2011 года директор Ореховского элеватора. Участвует в соревнованиях по дзюдо среди ветеранов; становился чемпионом мира среди ветеранов в 2019 и 2021 годах.